# Ashland (ligne orange du métro de Chicago)
Pour les articles homonymes, voir Ashland.
Ne doit pas être confondu avec Ashland (lignes rose et verte du métro de Chicago).
Ashland est une station aérienne de la ligne orange du métro de Chicago située au croisement de Ashland Avenue et de 31st Street à proximité de l'autoroute Stevenson. La station se trouve dans le quartier de McKinley Park.

## Description
La station qui a ouvert ses portes le 31 octobre 1993 est assez similaire aux autres stations de la Midway Branch; un style épuré, très fonctionnel développé sur le modèle de celles de la Dan Ryan Branch tout en tenant compte que contrairement à cette dernière les stations de la ligne orange sont aériennes et non-situées au milieu d’une autoroute.
Elle est composée d’un quai central donnant sur l’entrée et est équipée d’escalators et d’ascenseurs afin d’être accessible aux personnes à mobilité réduite. Contrairement aux autres stations de la ligne orange, Ashland ne possède pas de parking de dissuasion. 
469 502 passagers y ont transité en 2008.

## Les correspondances avec lebus
Avec les bus de la Chicago Transit Authority :
- #9 Ashland (Owl Service - Service de nuit)
- #X9 Ashland Express
- #62 Archer (Owl Service - Service de nuit)
- #168 UIC-Pilsen Express

## Dessertes
| Nord/Ouest              |  |              |  | Sud/Est                            |
| ----------------------- |  | ------------ |  | ---------------------------------- |
| 35th/Archer vers Midway |  | ligne orange |  | Halsted vers Midway via Clark/Lake |
| modifier sur Wikidata   |  |              |  |                                    |